# Llano Grande, Jilotepec
Llano Grande är en ort i Mexiko, tillhörande kommunen Jilotepec i den västra delen av delstaten Mexiko. Orten hade 311 invånare vid folkräkningen 2010.